# G-stjerne
En G-stjerne er en astronomisk betegnelse for en stjerne af omtrent samme størrelse og med samme temperatur som solen. Denne type stjerner menes i teorien at kunne have planeter med liv bl.a. fordi de har en forholdsvis bred livszone. Kun omkring 5 procent af Mælkevejens stjerner er g-stjerner. en anden og mere almindelig type stjerner er såkaldte k-stjerner der er lidt koldere end Solen (4.000 grader mod solens 6.000 grader)